# Daránypuszta megállóhely
Daránypuszta megállóhely egy Somogy vármegyei vasúti megállóhely Som településen, a MÁV üzemeltetésében.
A névadó külterületi településrész délkeleti részén helyezkedik el, nem messze a 65-ös főút és a 6511-es út szétágazásától, mindkettő felől csak gyalogúton érhető el.

## Vasútvonalak
A megállóhelyet az alábbi vasútvonalak érintik:
- Kaposvár–Siófok-vasútvonal

## Kapcsolódó állomások
A megállóhelyhez az alábbi állomások vannak a legközelebb:
- Som-Nagyberény megállóhely (Kaposvár–Siófok-vasútvonal)
- Bábonymegyer megállóhely (Kaposvár–Siófok-vasútvonal)

## Forgalom
| Járat        | Útvonal | Gyakoriság |
| ------------ | --- | ---------- |
| személyvonat | Siófok – Sióvölgy – Siójut – Ádánd – Som-Nagyberény – Daránypuszta – Bábonymegyer – Tab – Kapoly – Somogymeggyes – Karád – Andocs – Bonnya – Kisbárapáti – Felsőmocsolád – Mernye – Somodor – Somogyaszaló – Répáspuszta – Toponár – Kaposszentjakab – Kaposvár | Napi 3 pár |
| személyvonat | Siófok – Sióvölgy – Siójut – Ádánd – Som-Nagyberény – Daránypuszta – Bábonymegyer – Tab | Napi 1 pár |